# Цивилизация I
„Цивилизация I“ (на словашки: Civilizácia I.) е картина от словашкия художник и фотограф Рудолф Сикора от 1976 г.
Картината е нарисувана с маслени бои върху платно и е с размери 170 x 135 cm. Рудолф Сикора е основоположник на специфичен вид изкуство, обобщаващо концептуализма и различни нео-конструктивни течения, като се концентрира в програма за „нова чувствителност“. Неговите творби представят визията за опитомяването на Вселената от човека. Същевременно с това показва екологичните заплахи в глобален мащаб. Той е един от първите чехословашки художници, които систематично работят с темата за глобално-цивилизационна и екологична заплаха. Използва пирамидалната схема като символичен модел за развитието на човешкото общество. Пирамидата служи като визуална метафора, отразяваща представата за развитието на човечеството.
Картината е част от колекцията на Националната галерия в Братислава, Словакия.